# Polyplectropus alkyone
Polyplectropus alkyone är en nattsländeart som beskrevs av Malicky och Chantaramongkol 1997. Polyplectropus alkyone ingår i släktet Polyplectropus och familjen fångstnätnattsländor. Inga underarter finns listade i Catalogue of Life.